# Iść w stronę słońca
Iść w stronę słońca – utwór muzyczny polskiego zespołu 2 plus 1 z 1981 roku.

## Informacje ogólne
Utwór napisali Janusz Kruk (muzyka) i Andrzej Mogielnicki (słowa). Większą część partii wokalnych wykonuje w nim Janusz. Utwór został nagrany i wydany w 1981 roku na pocztówce dźwiękowej Tonpressu i tzw. „czwórce” VIII konkurs na piosenkę dla młodzieży, również wydanej przez Tonpress. W maju 1981 piosenka zwyciężyła w plebiscycie Studia Gama na najlepszy utwór dla młodzieży. W 1986 roku utwór w wersji koncertowej trafił na album Greatest Hits – Live, a w 1991 na składankę 18 Greatest Hits.
„Iść w stronę słońca” to jeden z największych przebojów zespołu. Obecnie piosenkę zalicza się do grupy tzw. „evergreenów” – utworów, które nie odchodzą w zapomnienie mimo upływu lat.

## Teledysk
Teledysk do piosenki został nagrany w scenerii plenerowej w Warszawie, nad brzegiem Wisły, a zrealizował go Paweł Karpiński.

## Inne wykonania
- Polski zespół Venus nagrał cover piosenki na płytę Tyle słońca... z 2001 roku[5].
- W 2001 roku własną wersję utworu wydał aktor i model Waldemar Goszcz na swoim debiutanckim albumie Waldek Goszcz[6].
- Robert Janowski wydał cover utworu na swojej płycie Osiemdziesiąte.pl w 2012 roku[7].
- Folkowy zespół Sykowni nagrał cover piosenki na płytę Przyjedź w góry w 2013 roku[8].
- Piosenkę tę w nowoczesnej wersji w roku 2019 nagrała Ania Rusowicz, której towarzyszył Steve Nash[9].